# Café Hausberg

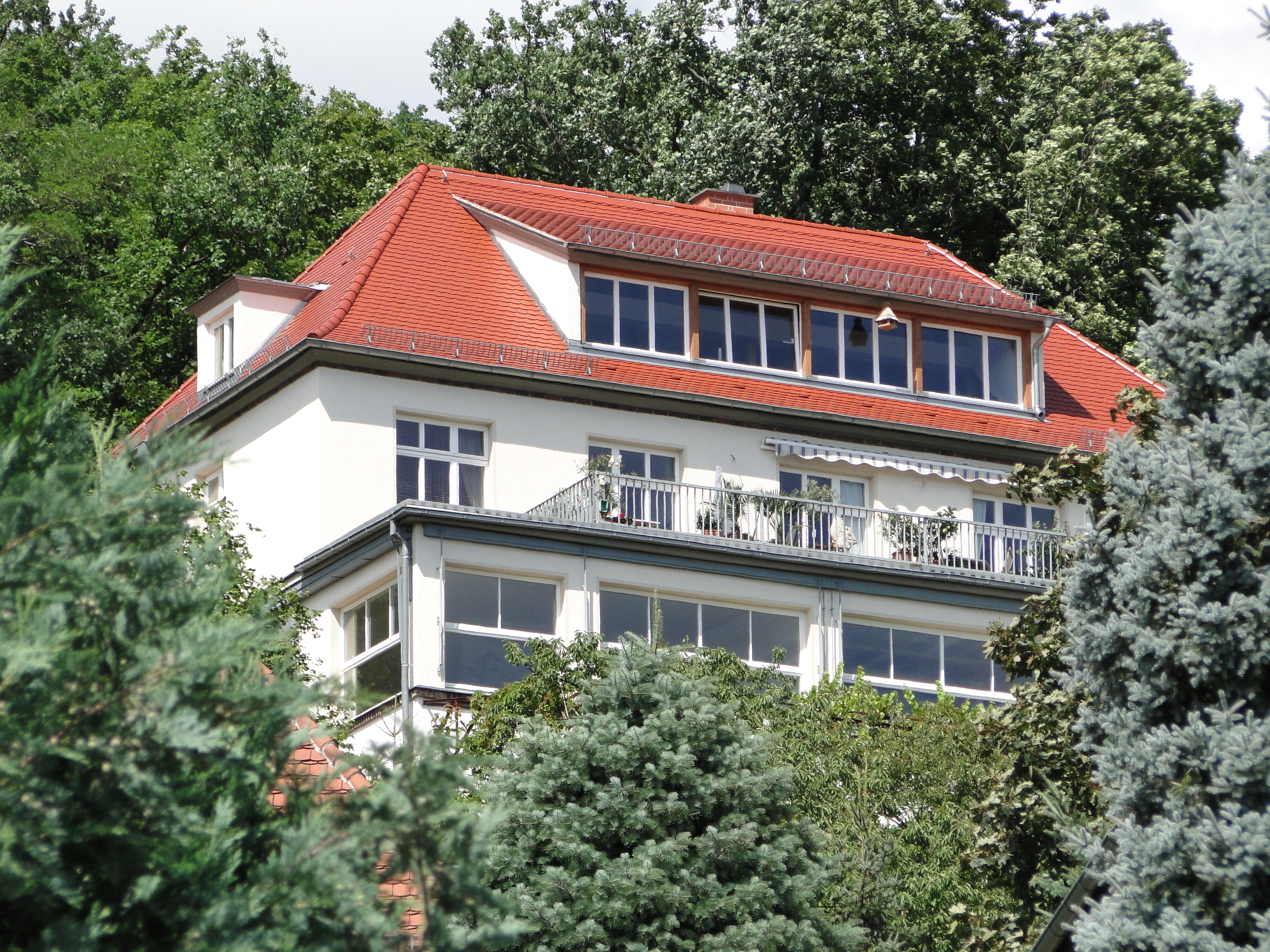
Café Hausberg

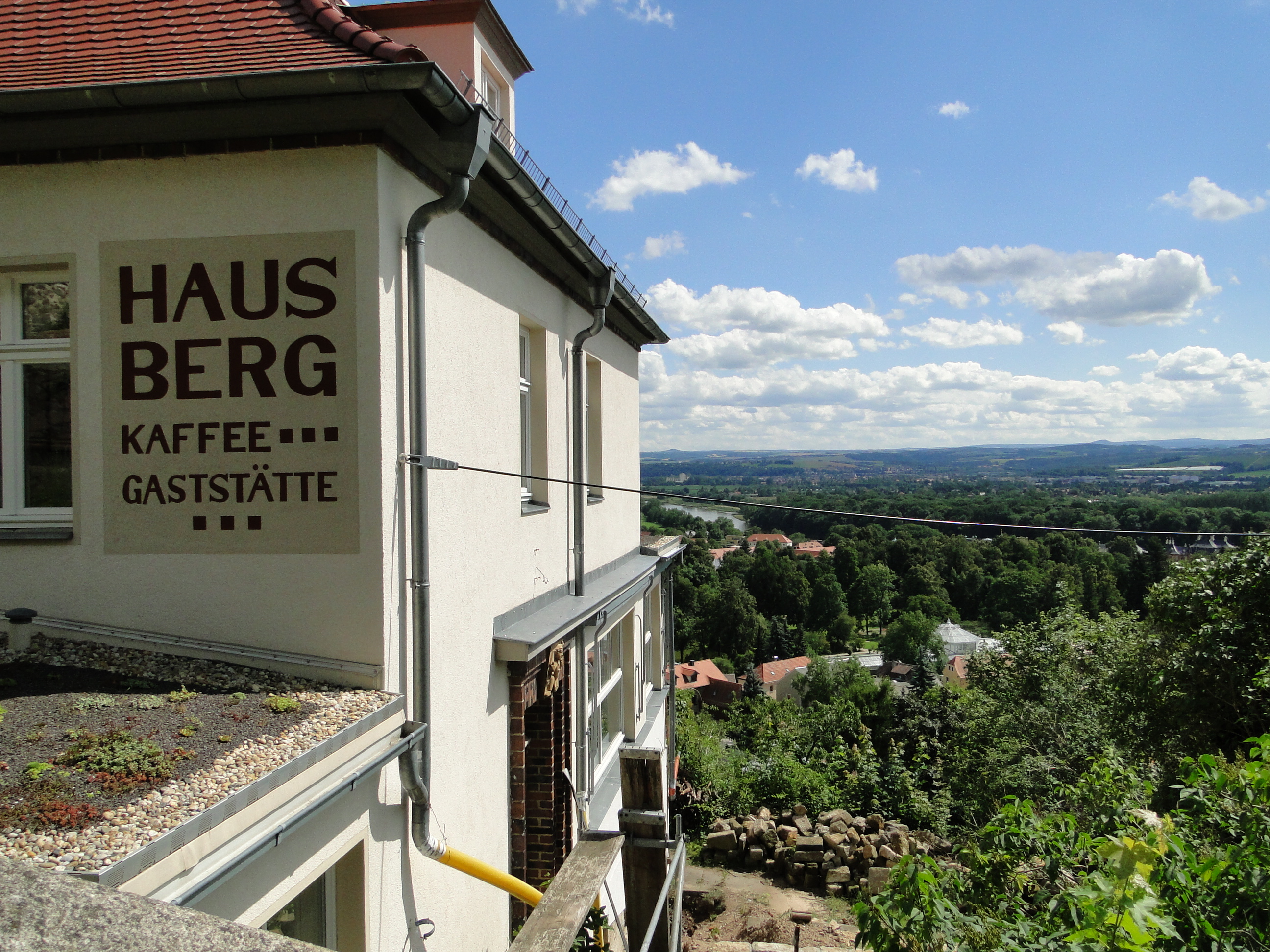
Blick ins Elbtal

Das Café Hausberg am Hohen Steig 4 ist ein ehemaliges Ausflugsrestaurant in Dresden-Pillnitz.

## Beschreibung
Das von Richard Merz 1931 errichtete Haus ist ein Gebäude, das von der Architektursprache des Neuen Bauens geprägt ist. Zeitgemäß neu-sachlich sind die langgestreckte Veranda, die Terrasse und deren Überdachung gestaltet. Das Gebäude weist zur Schauseite drei und zur Bergseite zwei Geschosse auf. Deutlich ist an dem Gebäude die bauliche Umsetzung der „damals revolutionären Stadttheorien des Licht-Luft-Sonne Prinzips“ zu erkennen. So gibt es eine Veranda mit bandartigen Schiebefenstern und ausladender Markise über der Terrasse, die sich zum Elbtal hin öffnet. Dort konnten Gäste bei gutem Wetter verweilen und hatten einen weiten Ausblick über Pillnitz und das Elbtal.
Das Gebäude steht unter Denkmalschutz und wird seit 2004 nicht mehr als Gaststätte genutzt. Geplant ist ein Umbau als Wohnhaus.